# Spar- und Bauverein Friemersheim
Der Spar- und Bauverein Friemersheim ist eine im Jahre 1919 in der zum Kreis Moers gehörenden Gemeinde Friemersheim unter dem Namen „Gemeinnütziger Spar- und Bauverein Friemersheim eGmbH“ gegründete  gemeinnützige Wohnungsbaugenossenschaft. Die Genossenschaft wurde durch Eintragung in das Genossenschaftsregister beim Amtsgericht Moers am 27. August 1919 formal gegründet. Auch nach der Zusammenlegung von Hochemmerich und Friemersheim zur Landgemeinde Rheinhausen (Stadtrecht 1934) und der Eingemeindung nach Duisburg 1975 (zum Stadtbezirk Rheinhausen) behielt der Verein seinen bisherigen Namen, wobei das Tätigkeitsfeld längst über den nunmehrigen Ortsteil Friemersheim hinausragte.
Neben dem Bauverein Rheinhausen eG, der wenige Monate später in der ehemaligen Gemeinde Hochemmerich gegründet wurde, ist der Spar- und Bauverein der kleinere von 2 im gleichen Stadtbezirk ansässigen Wohnungsbaugenossenschaften.
Mit der Aufhebung des Gesetzes über die Gemeinnützigkeit im Wohnungswesen im Jahre 1988 unterlag die Genossenschaft fortan der Steuerpflicht.
Der Spar- und Bauverein hat derzeit rund 2600 Mitglieder, besitzt ca. 1400 Wohnungen im Duisburger Westen (Stand Mitte 2022).